# キタレ
キタレ（Kitale）は、ケニアの都市。人口は16万2174人（2019年）。リフトバレー州に位置し、トランス・ンゾイア県に属する。西のエルゴン山と東のチェランガニ山地に挟まれた標高2100mの地点に位置する。キタレ周辺はトウモロコシ、ヒマワリ、除虫菊、茶、コーヒー、豆などが栽培される農耕地帯であり、キタレはその農作物の集散地となっている。キタレはエルゴン山やチェランガニ山地、サイワ湿原国立公園などの観光の基点であり、またアグロフォレストリーのセンターなどもある。キタレにある自然史博物館である西ケニア国立博物館は、1926年にストーンハウス中佐によって建てられたものが起源となっている。
キタレの街は1908年、白人入植者によって開かれた。1926年にはウガンダ鉄道の支線がエルドレットからキタレまで延び、街の成長を促進した。キタレは国内でも最も多様な街として知られている。